# Kapelle Manning

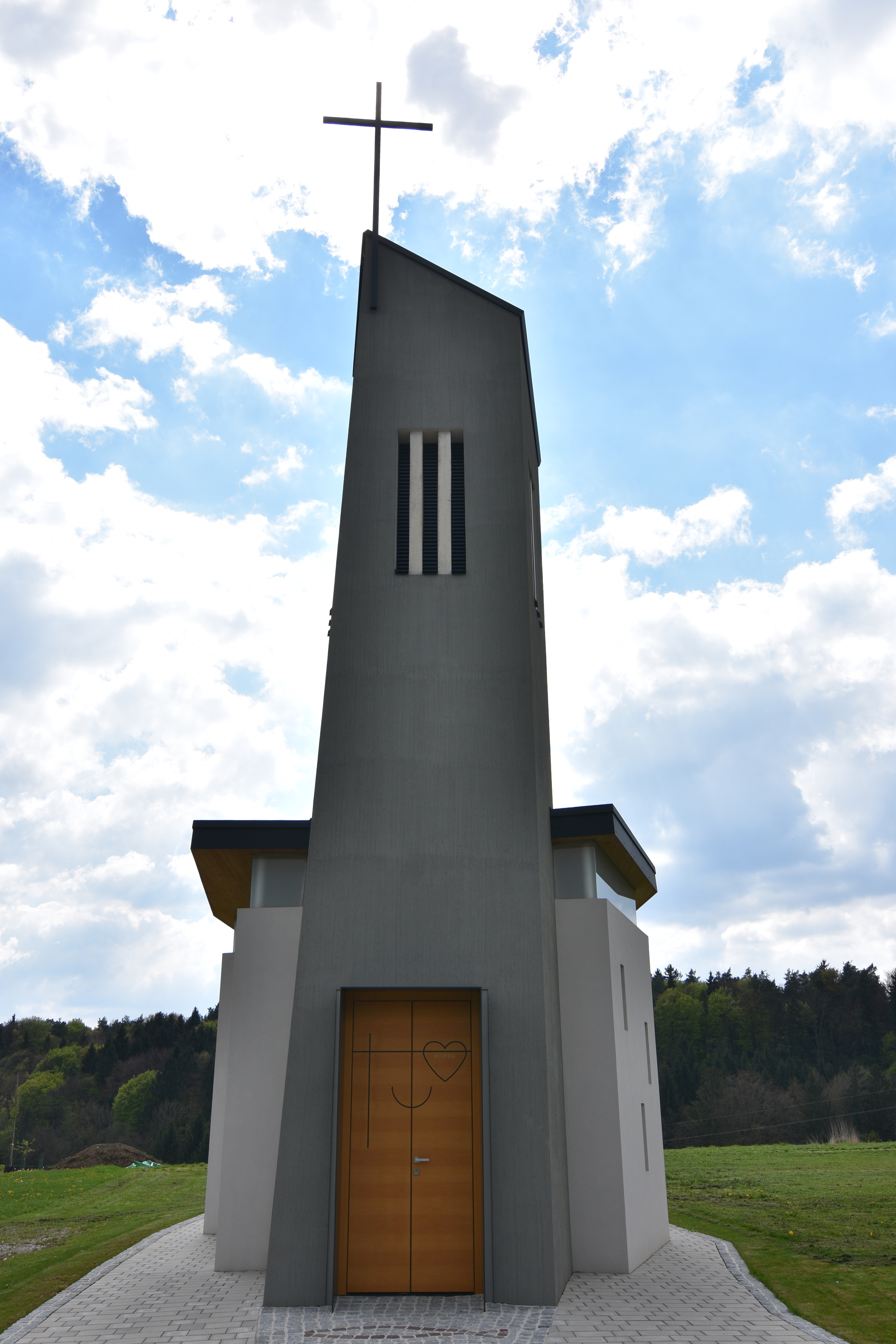
Die Kapelle Manning

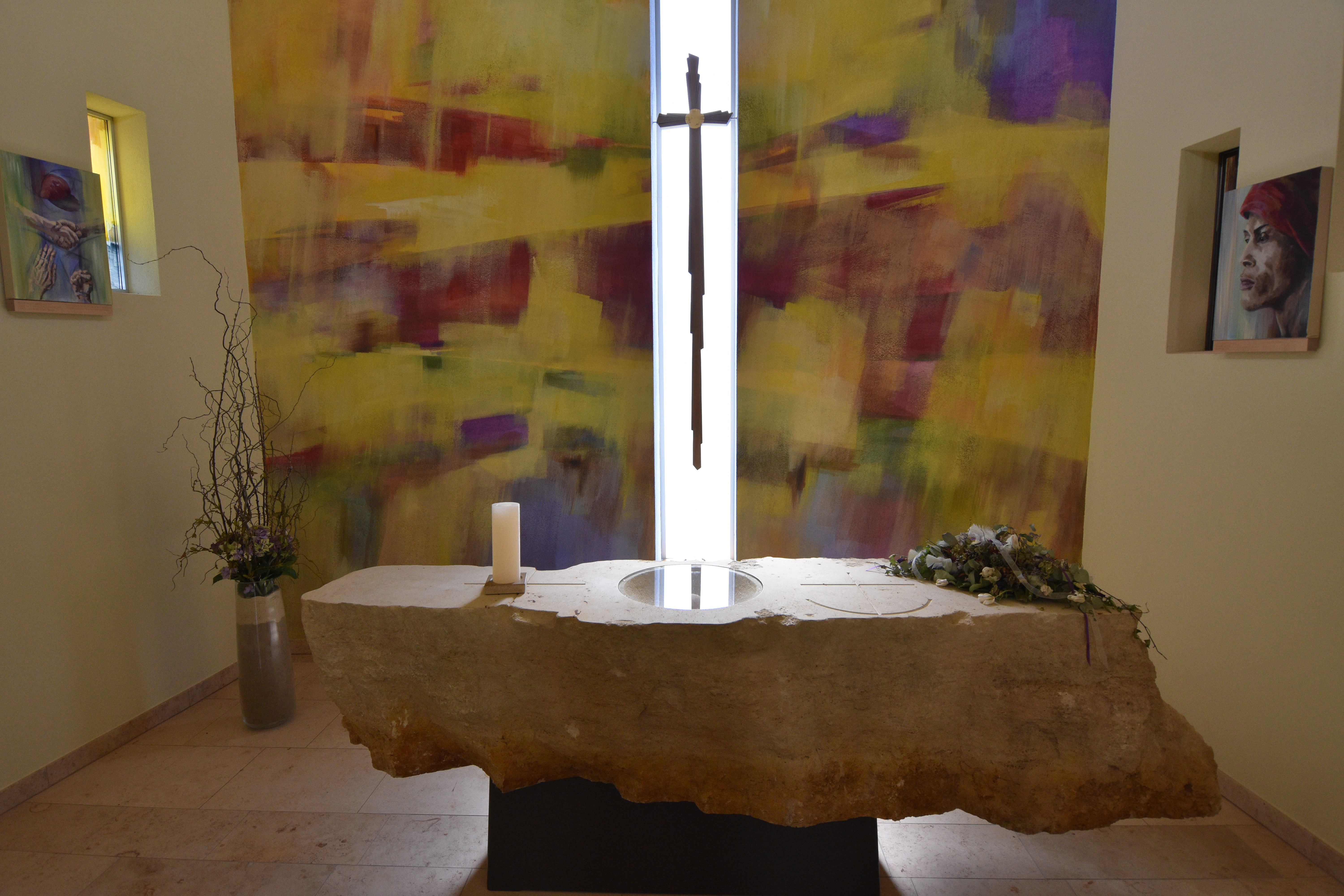
Innenraum der Kapelle

Die von 2015 bis 2017 erbaute katholische Kapelle Manning ist ein moderner Kirchenbau im Ortsteil Manning der österreichischen Gemeinde Pirching am Traubenberg. Sie wurde architektonisch geplant und künstlerisch ausgestattet von der Künstlerin Roswitha Dautermann. Sie gilt als einer der modernsten Kirchenbauten der Südoststeiermark.

## Bauwerk
Vor dem Neubau wurde das ehemalige Feuerwehrrüsthaus aus den 1960er Jahren als Kapelle genutzt. Nachdem diese baufällig geworden war, wurde ein Kapellenbauverein gegründet und der Neubau eines ortsbildprägenden Glaubensgebäudes beschlossen. Für den Entwurf des 32 Quadratmeter großen, zeitgenössischen Gotteshauses wurde die in der Sakralkunst erfahrenen Künstlerin Roswitha Dautermann aus Raabau gewonnen. Die Kirche wurde ausschließlich durch Eigenleistung und aus Eigenmitteln der ca. 150 Einwohner von Manning errichtet.
Das architektonische Grundprinzip der Kapelle geht auf ein Fischerboot zurück, womit sich die Künstlerin auf die Bibelstelle der Menschenfischer bezieht. Die Außenwände sind schräg aneinander gereiht, durch die bemalten und unbemalten Glasschlitze wird Licht in den Innenraum geleitet. Die schräg gestellten Wände und die schräge Form des Turmes symbolisieren die Bewegtheit des menschlichen Glaubens sowie die ständige Veränderung der Kirche selbst. Der Turm mit einem nach unten offenen Glockengerüst birgt die Glocke der alten Kapelle und ist mit seinen zwölf Metern Höhe weit in der Umgebung sichtbar. Geweiht wurde die Kleinkirche von Pfarrer Blasius Chodoba den drei göttlichen Tugenden Glaube, Hoffnung und Liebe.